# Pablo Ganet
Pablo Ganet Comitre (ur. 4 listopada 1994 w Maladze) – piłkarz z Gwinei Równikowej grający na pozycji ofensywnego pomocnika. Od 2016 jest zawodnikiem klubu Algeciras CF.

## Kariera klubowa
Swoją karierę piłkarską Ganet rozpoczął w klubie Málaga CF. Następnie trenował w juniorach klubów Fuengirola Los Boliches oraz Realu Betis. W sezonie 2013/2014 grał w Tercera División w klubie Atlético Malagueño. W sezonie 2014/2015 występował w UD San Sebastián de los Reyes, a latem 2015 przeszedł do Arroyo CP.

## Kariera reprezentacyjna
W reprezentacji Gwinei Równikowej Ganet zadebiutował 17 stycznia 2015 w zremisowanym 1:1 meczu Pucharu Narodów Afryki 2015 z Kongiem. Był to jego jedyny mecz w tym turnieju. Z Gwineą Równikową zajął 4. miejsce.